# Hypocreodendron sanguineum
Hypocreodendron sanguineum är en svampart som beskrevs av Henn. 1897. Hypocreodendron sanguineum ingår i släktet Hypocreodendron och familjen kolkärnsvampar.   Inga underarter finns listade i Catalogue of Life.